# Bologneser Träne

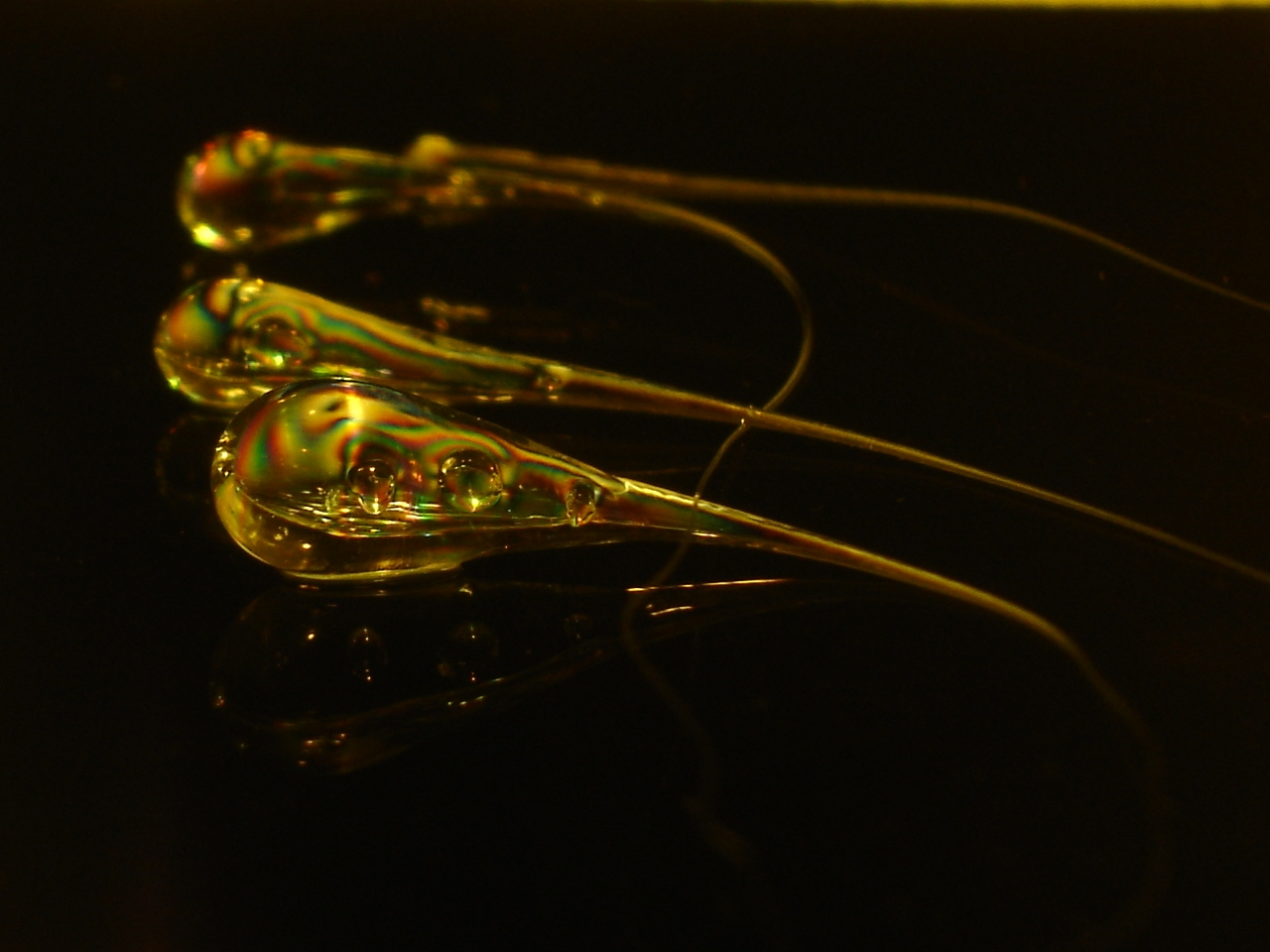
Bologneser Tränen

Bologneser Tränen (auch Bologneser Glastränen oder Batavische Tropfen oder Prinz-Rupert-Tropfen) sind kleine Glastropfen mit einem Kopf, der sich zu einem Schwanz verjüngt. Sie stehen durch die Art ihrer Herstellung derart unter Eigenspannung, dass der Kopf der Träne stark mechanisch belastbar ist und Hammerschläge aushält, der komplette Tropfen aber beim Abbrechen seines Schwanzes zu Glasstaub zerspringt.
Sie sind nicht zu verwechseln mit den natürlich entstehenden und gewöhnlich nicht unter Spannung stehenden Pele-Tränen.

## Geschichte
Im Mittelalter wurde Glas erhitzt, lang ausgezogen und anschließend schnell abgekühlt, sodass es in sehr feinen Glasstaub zersprang. Manche Ärzte und Apotheker gaben ihren Patienten Wasser vermischt mit diesem Glasstaub unter dem Namen Glaswasser als Medizin, was jedoch keinerlei medizinische Wirkung hatte. 1625 wurde das Phänomen, dass Glas plötzlich „in tausend winzige Stücke zerspringt“, erstmals genauer betrachtet und 1642 wurden die Batavischen Tropfen zusammen mit der Bologneser Glasflasche in Bologna neu erfunden.

## Herstellung
Heißes, flüssiges Glas wird tröpfchenweise in einen Behälter mit Wasser oder Öl zum Abkühlen gegeben.

## Thermomechanische Begründung
Das dicke Ende einer Bologneser Glasträne kann man bis zu einer bestimmten Druckkraft belasten; sobald man aber das dünne Ende auch nur etwas beschädigt, bringt die starke innere Spannung die Träne zum Zerspringen. Die Zerfallsfront breitet sich dabei etwa mit 1600 m/s (5760 km/h) aus, was über der Abbrandgeschwindigkeit von Schwarzpulver liegt. Die starken Spannungen innerhalb der Träne resultieren aus der schnellen Abkühlung bei der Herstellung, da der Tropfen von außen nach innen erhärtet. Die durch die inhomogene Abkühlung induzierten thermischen Spannungen können weiter innen oberhalb der Vitrifikation noch relaxieren, wohingegen nach der Vitrifikation keine Relaxierung mehr möglich ist. Dieses inhomogene Verhalten führt zu Zugeigenspannungen im Inneren und Druckeigenspannungen außen.